# MRE
Meal, Ready-to-Eat (viết tắt là MRE), tạm dịch: Bữa ăn, ăn được ngay) là một khẩu phần ăn cá nhân riêng biệt, được đóng kín trong bao bì gọn nhẹ do Bộ Quốc phòng Hoa Kỳ mua cho quân của mình để phục vụ trong điều kiện chiến đấu hoặc trong thực địa, khi mà các thực phẩm khác không có sẵn.MRE có trọng lượng khoảng 500 g ,khẩu phần năng lượng tương đương 2000 kcal. Mặc dù MRE cần được giữ ở nơi thoáng mát, nhưng nó không nhất thiết phải cần được bảo quản trong tủ lạnh. Vào năm 1981 MRE đã được ưu tiên thay thế cho khẩu phần MCI (Meal, Combat, Individual ration) và dự kiến sẽ kế thừa cho khẩu phần nhẹ LRP do đội quân Hoa Kỳ tạo ra và phát triển cho Lực lượng Đặc nhiệm và Đơn vị tuần tra Biệt động quân tại Việt Nam. MRE cũng đã được phân phát cho dân thường để đề phòng trong các đợt thảm hoạ thiên nhiên.

## Lịch sử
Khẩu phần ăn dành cho lính Mỹ đầu tiên được thiết lập theo Nghị quyết của Quốc hội trong chiến tranh Cách mạng, với yêu cầu là đảm bảo lương thực đủ để nuôi một người đàn ông trưởng thành trong một ngày, khẩu phần lúc đó đa số chủ yếu là gồm thịt bò, đậu Hà Lan và cơm. Trong thời nội chiến, quân đội Hoa Kỳ chuyển sang sản xuất đồ hộp. Sau đó, các bộ dụng cụ ăn cá nhân độc lập được phát hành như là một khẩu phần ăn toàn phần có chứa thịt hộp, bánh mì, cà phê, muối và đường. Trong chiến tranh thế giới thứ nhất, thịt hộp đã được thay thế bởi các loại thịt bảo quản có trọng lượng gọn nhẹ khác như là sấy khô hay ướp muối, điều này giúp tiết kiệm trọng lượng và cho phép bộ binh có điều kiện để được mang theo nhiều thức ăn trong khẩu phần hơn.